# Iodamoeba bütschlii
Iodamoeba bütschlii es una ameba relacionada con el género Entamoeba. Es un parásito comensal exclusivo del intestino humano, es decir, vive a expensas del hombre; mas no le ocasiona daño. Aunque no causa enfermedades en el ser humano, es un buen marcador de contaminación oral-fecal por los alimentos o agua en las poblaciones en donde sus habitantes se les detecten el parásito.

## Morfología
Es un poco mayor que la pequeña E. nana, mide unas 10 a 12 μm. Tiene dos estados de desarrollo, uno trofozoíto y otro quiste. 

### Trofozoíto
El núcleo tiene apariencia de vesícula, sin cromatina periférica, con cariosoma esférico y central ocupando casi todo el núcleo. Es el estadio vegetativo del parásito, se aloja en el intestino grueso alimentándose de bacterias y hongos.

### Quíste
Debido a su rol en el laboratorio clínico, los quistes son las formas de reconocimiento más importantes. Tiene forma generalmente ovalada aunque puede ser formas muy variadas pero características: romboidal, triangular, cuadrada, elipsoide, etc, lo que facilita distinguirlo de otros protozoarios. Tiene un solo núcleo y en el citoplasma casi siempre se observa una gran vacuola de glucógeno de color castaño intenso coloreado con Lugol. Mide de 6 - 17 μm a lo largo de su eje mayor.

## Epidemiología
Su distribución geográfica mundial es muy amplia, teniendo un gran valor epidemiológico como un importante indicador de salud y de las condiciones del medio ambiental de donde procede el individuo estudiado. Generalmente no se encuentran niveles importantes de Iodamoeba butschlii en comunidades urbanas, mientras que se puede encontrar en cerca del 5% de los habitantes de poblaciones rurales. Es la ameba más común en los cerdos.
Se espera que los hallazgos de Iodamoeba Bütschlii en muestras de heces en el laboratorio sean reportados en los informes de resultados médicos. No es requerido referir al paciente terapia farmacológica.